# Evropská liga UEFA 2025/2026
Sezóna Evropské ligy UEFA 2025/2026 je 55. ročníkem druhé nejprestižnější evropské klubové fotbalové soutěže a 17. od přejmenování z Poháru UEFA na Evropskou ligu UEFA. Tento ročník Evropské ligy UEFA se podruhé hraje ve formátu švýcarského systému.
Finále se odehraje na stadionu Beşiktaş v tureckém Istanbulu.
Vítěz se automaticky kvalifikuje do skupinové fáze Ligy mistrů UEFA 2026/2027 a také získá právo účasti v zápase o Superpohár UEFA 2026.

## Účastnická místa
Celkem 77 týmů z 33–40 z celkových 55 členských států UEFA se účastní Evropské ligy UEFA 2024/25. Celkem 33 členských zemí má týmy přímo kvalifikované do soutěže, dalších 12 zemí nemá přímou možnost zúčastnit se této soutěže. Jejich možností bude zastoupení v soutěži tak, že jejich týmy sem budou přesunuty z Ligy mistrů. Země získaly účastnická místa dle koeficientů UEFA:
- Jedno místo má vyhrazeno úřadující vítěz Konferenční ligy UEFA (pokud se nekvalifikuje do Ligy mistrů na základě ligových výsledků).
- Pro asociace na umístěních 1–12 jsou vyčleněna dvě účastnická místa.
- Pro asociace na umístěních 13–33 (kromě Ruska) je vyčleněno jedno účastnické místo.
- Dále se do Evropské ligy postupně přesune 31 týmů vyřazených z Ligy mistrů UEFA 2024/2025.

### Žebříček UEFA
Pořadí zemí je určeno žebříčkem zemí UEFA na konci sezóny 2023/24:
| #  | Asociace    | Koef.   | Týmy | Poz. |
| -- | ----------- | ------- | ---- | ---- |
| 1  | Anglie      | 104.303 | 2    |      |
| 2  | Itálie      | 90.284  | 2    |      |
| 3  | Španělsko   | 89.489  | 2    |      |
| 4  | Německo     | 86.624  | 2    |      |
| 5  | Francie     | 66.831  | 2    |      |
| 6  | Nizozemsko  | 61.300  | 2    |      |
| 7  | Portugalsko | 56.316  | 2    |      |
| 8  | Belgie      | 48.800  | 2    |      |
| 9  | Turecko     | 38.600  | 2    |      |
| 10 | Česko       | 36.050  | 2    |      |
| 11 | Skotsko     | 36.050  | 2    |      |
| 12 | Švýcarsko   | 32.975  | 2    |      |
| 13 | Rakousko    | 32.600  | 1    |      |
| 14 | Norsko      | 31.625  | 1    |      |
| 15 | Řecko       | 31.525  | 1    |      |
| 16 | Dánsko      | 31.450  | 1    |      |
| 17 | Izrael      | 31.125  | 1    |      |
| 18 | Ukrajina    | 28.000  | 1    |      |
| 19 | Srbsko      | 27.775  | 1    |      |

| #  | Asociace        | Koef.  | Týmy | Pozn.       |
| -- | --------------- | ------ | ---- | ----------- |
| 20 | Chorvatsko      | 25.525 | 1    |             |
| 21 | Polsko          | 25.375 | 1    |             |
| 22 | Rusko           | 22.965 | 0    | [ pozn. 1 ] |
| 23 | Kypr            | 22.100 | 1    |             |
| 24 | Maďarsko        | 21.875 | 1    |             |
| 25 | Švédsko         | 21.500 | 1    |             |
| 26 | Rumunsko        | 21.375 | 1    |             |
| 27 | Bulharsko       | 20.375 | 1    |             |
| 28 | Ázerbájdžán     | 20.125 | 1    |             |
| 29 | Slovensko       | 19.625 | 1    |             |
| 30 | Slovinsko       | 13.250 | 1    |             |
| 31 | Moldavsko       | 13.125 | 1    |             |
| 32 | Kosovo          | 11.541 | 1    |             |
| 33 | Kazachstán      | 11.500 | 1    |             |
| 34 | Finsko          | 11.125 | 0    |             |
| 35 | Irsko           | 10.875 | 0    |             |
| 36 | Arménie         | 10.625 | 0    |             |
| 37 | Lotyšsko        | 10.625 | 0    |             |
| 38 | Faerské ostrovy | 10.375 | 0    |             |

| #  | Asociace            | Koef.  | Týmy | Pozn. |
| -- | ------------------- | ------ | ---- | ----- |
| 39 | Bosna a Hercegovina | 10.000 | 0    |       |
| 40 | Lichtenštejnsko     | 10.000 | 0    |       |
| 41 | Island              | 9.583  | 0    |       |
| 42 | Severní Irsko       | 9.208  | 0    |       |
| 43 | Lucembursko         | 8.625  | 0    |       |
| 44 | Litva               | 8.500  | 0    |       |
| 45 | Malta               | 8.250  | 0    |       |
| 46 | Gruzie              | 7.625  | 0    |       |
| 47 | Albánie             | 7.375  | 0    |       |
| 48 | Estonsko            | 7.207  | 0    |       |
| 49 | Bělorusko           | 6.625  | 0    |       |
| 50 | Severní Makedonie   | 6.000  | 0    |       |
| 51 | Andorra             | 5.998  | 0    |       |
| 52 | Wales               | 5.791  | 0    |       |
| 53 | Černá Hora          | 5.708  | 0    |       |
| 54 | Gibraltar           | 4.957  | 0    |       |
| 55 | San Marino          | 1.832  | 0    |       |

### Rozdělení týmů
Níže je uvedena tabulka s rozdělením týmů do kvalifikačních kol a skupinové fáze.
V tabulce jsou zahrnuty následující úpravy:
- Vzhledem k pokračujícímu zákazu startu ruských klubů v evropských pohárech byl vítěz poháru z asociace na 16. místě (Dánsko) přesunut z 1. předkola do 2. předkola.
- Vzhledem k tomu, že si úřadující vítěz Konferenční ligy UEFA Chelsea zajistil účast v příštím ročníku Ligy mistrů ze své ligové soutěže, došlo k následujícím posunům:
  - Tým s nejvyšší klubovým koeficientem, který by se jinak musel zúčastnit předkol kvalifikační fáze (Dinamo Záhřeb), byl nasazen přímo do skupinové fáze soutěže.
  - Vítěz pohárů asociace na 34. místě (Finsko), byl nasazen do 1. předkola Evropské ligy, namísto 2. předkola Konferenční ligy.

|                          |                             | Týmy vstupující do tohoto kola | Týmy postupující z předchozího kola                                                   | Týmy vstupující z Ligy mistrů                                                                                      |
| ------------------------ | --------------------------- | --- | ------------------------------------------------------------------------------------- | --- |
| 1. předkolo (16 týmů)    | 1. předkolo (16 týmů)       | - 16 vítězů domácího poháru 17–34 (kromě Ruska) |                                                                                       | |
| 2. předkolo (16 týmů)    | 2. předkolo (16 týmů)       | - 6 týmů ze 3. místa asociací na 7.–12. místě - 1 tým ze 4. místa asociace na 6. místě - 1 vítěz domácího poháru z asociace na 16. místě                                                          | - 8 vítězů z 1. předkola                                                              | |
| 3. předkolo              | Mistrovská část (12 týmů)   | |                                                                                       | - 12 poražených z 2. předkola mistrovské části LM                                                                  |
| 3. předkolo              | Nemistrovská část (14 týmů) | - 3 vítězové poháru z asociací na 13.–15. místě | - 8 vítězů z 2. předkola nemistrovské části                                           | - 3 poražení z 2. předkola nemistrovské části LM                                                                   |
| 4. předkolo (24 týmů)    | 4. předkolo (24 týmů)       | - 5 vítězů poháru z asociací na 8.–12. místě | - 6 vítězů z 3. předkola mistrovské části - 7 vítězů z 3. předkola nemistrovské části | - 6 poražených z 3. předkola mistrovské části LM                                                                   |
| Skupinová fáze (36 týmů) | Skupinová fáze (36 týmů)    | - 7 pohárových vítězů z asociací na 1.–7. místě - 5 týmů z 5. místa asociací na 1.–5. místě - 1 tým s nejvyšší klubovým koeficientem, který by se jinak musel zúčastnit předkol kvalifikační fáze | - 12 vítězů z 4. předkola                                                             | - 5 poražených z 3. předkola nemistrovské části LM - 6 poražených z 4. předkola mistrovské a nemistrovské části LM |

### Týmy
Týmy kvalifikované do Evropské ligy UEFA 2025/26 seřazeny podle kol do kterých vstoupily. V závorkách způsob kvalifikace:
Popisky v závorkách ukazují z jaké pozice se tým kvalifikoval do soutěže :
- VP: Vítěz domácího poháru
- 4., 5. atd.: Umístění v lize
- LM: Vstup z Ligy mistrů
- EKL: Vítěz předchozího ročníku Evropské konferenční ligy
  - 3S: 3. místo ve skupinové fázi
  - P4: Poražení ze 4. předkola
  - P3: Poražení ze 3. předkola
  - P2: Poražení ze 2. předkola
  - MČ: mistrovská část
  - NČ: nemistrovská část

| Vstup            | Vstup             | Týmy                        | Týmy                            | Týmy                       | Týmy                        |  |
| ---------------- | ----------------- | --------------------------- | ------------------------------- | -------------------------- | --------------------------- |  |
| Základní skupina | Základní skupina  | Aston Villa (6.)            | Nottingham Forest (7.)          | Boloňa (VP)                | AS Řím (5.)                 |  |
| Základní skupina | Základní skupina  | Betis Sevilla (5.)          | Celta Vigo (6.)                 | VfB Stuttgart (VP)         | SC Freiburg (5.)            |  |
| Základní skupina | Základní skupina  | Lille (5.)                  | Lyon (6.)                       | G.A. Eagles (VP)           | FC Porto (VP)               |  |
| Základní skupina | Základní skupina  | Dinamo Záhřeb (2.)          | (LM P4-MČ)                      | (LM P4-MČ)                 | (LM P4-MČ)                  |  |
| Základní skupina | Základní skupina  | (LM P4-MČ)                  | (LM P4-MČ)                      | (LM P4-NČ)                 | (LM P4-NČ)                  |  |
| Základní skupina | Základní skupina  | (LM P3-NČ)                  | (LM P3-NČ)                      | (LM P3-NČ)                 | (LM P3-NČ)                  |  |
|                  |                   |                             |                                 |                            |                             |  |
| 4. předkolo      | 4. předkolo       | Genk (3.)                   | Samsunspor (VP)                 | Sigma Olomouc (VP)         | Aberdeen FC (VP)            |  |
| 4. předkolo      | 4. předkolo       | Young Boys Bern (3.)        | (LM P3-MČ)                      | (LM P3-MČ)                 | (LM P3-MČ)                  |  |
| 4. předkolo      | 4. předkolo       | (LM P3-MČ)                  | (LM P3-MČ)                      | (LM P3-MČ)                 |                             |  |
|                  |                   |                             |                                 |                            |                             |  |
| 3. předkolo      | Mistrovská část   | Maccabi Tel Aviv (LM P2-MČ) | HNK Rijeka (LM P2-MČ)           | FCSB (LM P2-MČ)            | Drita (LM P2-MČ)            |  |
| 3. předkolo      | Mistrovská část   | KuPS (LM P2-MČ)             | Shelbourne (LM P2-MČ)           | Noah (LM P2-MČ)            | RFS (LM P2-MČ)              |  |
| 3. předkolo      | Mistrovská část   | Zrinjski Mostar (LM P2-MČ)  | Breiðablik Kópavogur (LM P2-MČ) | Hamrun Spartans (LM P2-MČ) | Lincoln Red Imps (LM P2-MČ) |  |
| 3. předkolo      | Nemistrovská část | Wolfsberger (VP)            | Fredrikstad FK (VP)             | PAOK (VP)                  | Servette Ženeva (LM P2-NČ)  |  |
| 3. předkolo      | Nemistrovská část | Brann (LM P2-NČ)            | Panathinaikos (LM P2-NČ)        |                            |                             |  |
|                  |                   |                             |                                 |                            |                             |  |
| 2. předkolo      | 2. předkolo       | FC Utrecht (4.)             | Braga (4.)                      | Anderlecht (4.)            | Beşiktaş (4.)               |  |
| 2. předkolo      | 2. předkolo       | Baník Ostrava (3.)          | Hibernian (3.)                  | Lugano (4.)                | FC Midtjylland (2.)         |  |
|                  |                   |                             |                                 |                            |                             |  |
| 1. předkolo      | 1. předkolo       | Hapoel Beer Ševa (VP)       | FC Šachtar Doněck (VP)          | Partizan (2.)              | Legia Varšava (VP)          |  |
| 1. předkolo      | 1. předkolo       | AEK Larnaka (VP)            | Paks (VP)                       | BK Häcken (VP)             | CFR Kluž (VP)               |  |
| 1. předkolo      | 1. předkolo       | Levski Sofia (2.)           | Sabah (VP)                      | Spartak Trnava (VP)        | Celje (VP)                  |  |
| 1. předkolo      | 1. předkolo       | Šeriff Tiraspol (VP)        | FK Priština (VP)                | Aktobe (VP)                | Ilves Tampere (2.)          |  |

## Termíny
Rozpis soutěže je následující: Zápasy jsou naplánovány na čtvrtky, kromě finále, které se koná ve středu, i když výjimečně se mohou zápasy konat v úterý nebo ve středu kvůli termínové kolizi. Evropská liga bude mít 1 exkluzivní týden, a to se zápasy 24. a 25. září.
| Fáze            | Kolo              | Datum losování    | První zápasy                                      | Druhé zápasy                                      |
| --------------- | ----------------- | ----------------- | ------------------------------------------------- | ------------------------------------------------- |
| Kvalifikace     | 1. předkolo       | 17. června 2025   | 10. července 2025                                 | 17. července 2025                                 |
| Kvalifikace     | 2. předkolo       | 18. června 2025   | 24. července 2025                                 | 31. července 2025                                 |
| Kvalifikace     | 3. předkolo       | 21. července 2025 | 7. srpna 2025                                     | 14. srpna 2025                                    |
| Kvalifikace     | 4. předkolo       | 4. srpna 2025     | 21. srpna 2025                                    | 28. srpna 2025                                    |
| Skupinová fáze  | 1. kolo           | 29. srpna 2025    | 24.–25. září 2025                                 | 24.–25. září 2025                                 |
| Skupinová fáze  | 2. kolo           | 29. srpna 2025    | 2. října 2025                                     | 2. října 2025                                     |
| Skupinová fáze  | 3. kolo           | 29. srpna 2025    | 23. října 2025                                    | 23. října 2025                                    |
| Skupinová fáze  | 4. kolo           | 29. srpna 2025    | 6. listopadu 2024                                 | 6. listopadu 2024                                 |
| Skupinová fáze  | 5. kolo           | 29. srpna 2025    | 27. listopadu 2024                                | 27. listopadu 2024                                |
| Skupinová fáze  | 6. kolo           | 29. srpna 2025    | 11. prosince 2024                                 | 11. prosince 2024                                 |
| Skupinová fáze  | 7. kolo           | 29. srpna 2025    | 22. ledna 2026                                    | 22. ledna 2026                                    |
| Skupinová fáze  | 8. kolo           | 29. srpna 2025    | 29. ledna 2026                                    | 29. ledna 2026                                    |
| Vyřazovací fáze | Předkolo play-off | 30. ledna 2026    | 19. února 2026                                    | 26. února 2026                                    |
| Vyřazovací fáze | Osmifinále        | 27. února 2026    | 12. března 2026                                   | 19. března 2026                                   |
| Vyřazovací fáze | Čtvrtfinále       | 27. února 2026    | 9. dubna 2026                                     | 16. dubna 2026                                    |
| Vyřazovací fáze | Semifinále        | 27. února 2026    | 30. dubna 2026                                    | 7. května 2026                                    |
| Vyřazovací fáze | Finále            | 27. února 2026    | 20. května 2026 na stadionu Beşiktaş, v Istanbulu | 20. května 2026 na stadionu Beşiktaş, v Istanbulu |

## Kvalifikace

### 1. předkolo
Los 1. předkola proběhl 17. června 2025.
Vítězové postoupili do 2. předkola. Poražení se přesunuli do 2. předkola Konferenční ligy.
| Domácí v 1. zápase | Celkem           | Hosté v 1. zápase | 1. zápas | 2. zápas |
| ------------------ | ---------------- | ----------------- | -------- | -------- |
| FC Šachtar Doněck  | 6 : 0            | Ilves             | 6:0      | 0:0      |
| Šeriff Tiraspol    | 5 : 2            | FK Priština       | 4:0      | 1:2      |
| Spartak Trnava     | 2 : 3            | BK Häcken         | 0:1      | 2:2      |
| Sabah              | 5 : 6            | Celje             | 2:3      | 3:3 pp.  |
| Legia Varšava      | 2 : 0            | Aktobe            | 1:0      | 1:0      |
| Levski Sofia       | 1 : 1 (3:1 pen.) | Hapoel Beer Ševa  | 0:0      | 1:1 pp.  |
| AEK Larnaka        | 2 : 2 (6:5 pen.) | Partizan          | 1:0      | 1:2 pp.  |
| Paks               | 0 : 3            | CFR Kluž          | 0:0      | 0:3      |

### 2. předkolo
Los 2. předkola proběhl 18. června 2025.
Vítězové postoupí do 3. předkola. Poražení se přesunou do 3. předkola Konferenční ligy.
| Domácí v 1. zápase | Celkem           | Hosté v 1. zápase | 1. zápas | 2. zápas |
| ------------------ | ---------------- | ----------------- | -------- | -------- |
| Lugano             | 0 : 1            | CFR Kluž          | 0:0      | 0:1 pp.  |
| Celje              | 2 : 3            | AEK Larnaka       | 1:1      | 1:2      |
| Levski Sofia       | 0 : 1            | Braga             | 0:0      | 0:1 pp.  |
| Baník Ostrava      | 3 : 4            | Legia Varšava     | 2:2      | 1:2      |
| Anderlecht         | 2 : 2 (2:4 pen.) | BK Häcken         | 1:0      | 1:2 pp.  |
| Šeriff Tiraspol    | 2 : 7            | FC Utrecht        | 1:3      | 1:4      |
| FC Midtjylland     | 3 : 2            | Hibernian         | 1:1      | 2:1 pp.  |
| Beşiktaş           | 2 : 6            | FC Šachtar Doněck | 2:4      | 0:2      |

### 3. předkolo
Los 3. předkola proběhl 21. července 2025.
Vítězové postoupí do 4. předkola. Poražení se přesunou do své části (mistrovská, nemistrovská) 4. předkola Konferenční ligy.

#### Mistrovská část
| Domácí v 1. zápase  | Celkem           | Hosté v 1. zápase    | 1. zápas | 2. zápas |
| ------------------- | ---------------- | -------------------- | -------- | -------- |
| Lincoln Red Imps    | 1 : 1 (6:5 pen.) | Noah                 | 1:1      | 0:0 pp.  |
| HNK Rijeka          | 4 : 3            | Shelbourne           | 1:2      | 3:1      |
| RFS                 | 1 : 3            | KuPS                 | 1:2      | 0:1      |
| Hamrun Spartans     | 2 : 5            | Maccabi Tel Aviv     | 1:2      | 1:3      |
| HŠK Zrinjski Mostar | 3 : 2            | Breiðablik Kópavogur | 1:1      | 2:1      |
| FCSB                | 6 : 3            | Drita                | 3:2      | 3:1      |

#### Nemistrovská část
| Domácí v 1. zápase | Celkem           | Hosté v 1. zápase | 1. zápas | 2. zápas |
| ------------------ | ---------------- | ----------------- | -------- | -------- |
| AEK Larnaka        | 5 : 3            | Legia Varšava     | 4:1      | 1:2      |
| Fredrikstad FK     | 1 : 5            | FC Midtjylland    | 1:3      | 0:2      |
| CFR Kluž           | 1 : 4            | Braga             | 1:2      | 0:2      |
| PAOK               | 1 : 0            | Wolfsberger       | 0:0      | 1:0 pp.  |
| Servette Ženeva    | 2 : 5            | FC Utrecht        | 1:3      | 1:2      |
| BK Häcken          | 1 : 2            | Brann             | 0:2      | 1:0      |
| Panathinaikos      | 0 : 0 (4:3 pen.) | FC Šachtar Doněck | 0:0      | 0:0 pp.  |

### 4. předkolo
Los 4. předkola proběhne 4. srpna 2025.
Vítězové postoupí do základních skupin. Poražení se přesunou do základních skupin Konferenční ligy.
| Domácí v 1. zápase | Celkem | Hosté v 1. zápase | 1. zápas | 2. zápas |
| ------------------ | ------ | ----------------- | -------- | -------- |
| neznámá vlajka     | -:-    | neznámá vlajka    | 21.8.    | 28.8.    |
| neznámá vlajka     | -:-    | neznámá vlajka    | 21.8.    | 28.8.    |
| neznámá vlajka     | -:-    | neznámá vlajka    | 21.8.    | 28.8.    |
| neznámá vlajka     | -:-    | neznámá vlajka    | 21.8.    | 28.8.    |
| neznámá vlajka     | -:-    | neznámá vlajka    | 21.8.    | 28.8.    |
| neznámá vlajka     | -:-    | neznámá vlajka    | 21.8.    | 28.8.    |
| neznámá vlajka     | -:-    | neznámá vlajka    | 21.8.    | 28.8.    |
| neznámá vlajka     | -:-    | neznámá vlajka    | 21.8.    | 28.8.    |
| neznámá vlajka     | -:-    | neznámá vlajka    | 21.8.    | 28.8.    |
| neznámá vlajka     | -:-    | neznámá vlajka    | 21.8.    | 28.8.    |
| neznámá vlajka     | -:-    | neznámá vlajka    | 21.8.    | 28.8.    |
| neznámá vlajka     | -:-    | neznámá vlajka    | 21.8.    | 28.8.    |

## Vyřazovací fáze

### Čtvrtfinále
| Domácí v 1. zápase | Celkem | Hosté v 1. zápase | 1. zápas | 2. zápas |
| ------------------ | ------ | ----------------- | -------- | -------- |
| neznámá vlajka     | -:-    | neznámá vlajka    | 9.4.     | 16.4.    |
| neznámá vlajka     | -:-    | neznámá vlajka    | 9.4.     | 16.4.    |
| neznámá vlajka     | -:-    | neznámá vlajka    | 9.4.     | 16.4.    |
| neznámá vlajka     | -:-    | neznámá vlajka    | 9.4.     | 16.4.    |

### Semifinále
| Domácí v 1. zápase | Celkem | Hosté v 1. zápase | 1. zápas | 2. zápas |
| ------------------ | ------ | ----------------- | -------- | -------- |
| neznámá vlajka     | -:-    | neznámá vlajka    | 30.4.    | 7.5.     |
| neznámá vlajka     | -:-    | neznámá vlajka    | 30.4.    | 7.5.     |

### Finále
Finále se bude hrát 20. května 2026 na stadionu Beşiktaş v tureckém Istanbulu. Po losování čtvrtfinále a semifinále se ve stejný den uskuteční losování, které určí administrativní domácí tým.
| 20. května 2026 --:-- |       |  |                                                    |
|                       | - : - |  | Stadion Beşiktaş, Istanbul, Turecko rozhodčí: [[]] |
|                       |       |  | Stadion Beşiktaş, Istanbul, Turecko rozhodčí: [[]] |